# 街路構造令
街路構造令（がいろこうぞうれい）は、旧道路法第31条の規定に基づき、街路の構造、維持、修繕および工事執行方法を定めた日本の法令である（大正8年12月6日内務省令第25號）。道路法の施行と同時に施行された。
ある一定の規模以上の道路では車道と歩道を分離することや、遊歩道には並木を植栽すること、さらには街路の各構成要素の構造・サイズや用いる材料などについても定めており、当時としては画期的なものであった。道路法施行法（昭和27年法律第181号）1条により旧道路法が廃止されるに伴って消滅した。